# Emphysomera jonesi
Emphysomera jonesi là một loài ruồi trong họ Asilidae. Emphysomera jonesi được Joseph & Parui miêu tả năm 1984.